# Ngaglik (Bulukerto)
Ngaglik is een bestuurslaag in het regentschap Wonogiri van de provincie Midden-Java, Indonesië. Ngaglik telt 3386 inwoners (volkstelling 2010).